# Lââm
Lââm är en fransk musikartist med rötter i Tunisien.
Hennes låt Chanter Pour Ceux Qui Sont Loin De Chez Eux hamnade på plats 98 i den officiella SNEP listan över de 100 mest sålda singlarna i Frankrikes historia från 6 februari 2004.

## Diskografi
- 1999: Persévérance
- 2001: Une vie ne suffit pas
- 2003: Face a Face
- 2004: Lââm (Tu es d'un chemin)
- 2005: Petite Sœur (EP)
- 2005: Pour être libre
- 2006: Le Sang chaud
- 2011: Au coeur des hommes